# Библиотека лучших иностранных романов и повестей в русском переводе
«Библиотека лучших иностранных романов и повестей в русском переводе» — журнал, выходивший в Санкт-Петербурге с 1865 по 1868 годы.

## История
Журнал «Библиотека лучших иностранных романов и повестей в русском переводе» выходил в Санкт-Петербурге в 1865 году — еженедельно, в 1866 — нерегулярно (всего 26 выпусков), с 1867 года — ежемесячно.
Издавали и редактировала журнал писательница и переводчица Екатерина Алексеевна Богушевич.
Журнал являлся по существу периодически выходившим сборником переводной беллетристики. Наряду с произведениями Э. Гаскелл, В. Гюго, Ч. Диккенса, Жорж Санд, У. Коллинза, Шпильгагена и Д. Эллиота большое место в журнале занимала салонная и сентиментально-нравоучительная беллетристика (например, Октав Фёйе).